# Élections sénatoriales américaines de 1984
Les élections sénatoriales américaines de 1984 ont eu lieu le 6 novembre 1984 pour renouveler 33 des 100 sièges du Sénat des États-Unis (classe 2).
Malgré la très large réélection de Ronald Reagan et une progression à la Chambre des représentants, le Parti républicain perd deux sièges de sénateur au profit des démocrates.

## Situation par État
| État                 | Sortant  | Sortant                | Sortant | Sortant | Sortant      | Élu      | Élu                    | Élu   | Résultats (> 5 % des voix)                                                                                               |
| État                 | Sénateur | Sénateur               | Parti   | Élu en  | Statut       | Sénateur | Sénateur               | Parti | Résultats (> 5 % des voix)                                                                                               |
| -------------------- | -------- | ---------------------- | ------- | ------- | ------------ | -------- | ---------------------- | ----- | --- |
| Alabama              |          | Howell Heflin          | D       | 1978    | Candidat     |          | Howell Heflin          | D     | Howell Heflin (D) : 62,8 % Albert L. Smith Jr. (en) (R) : 36,4 %                                                         |
| Alaska               |          | Ted Stevens            | R       | 1968    | Candidat     |          | Ted Stevens            | R     | Ted Stevens (R) : 71,2 % John E. Havelock (D) : 28,5 %                                                                   |
| Arkansas             |          | David Pryor            | D       | 1978    | Candidat     |          | David Pryor            | D     | David Pryor (D) : 57,3 % Ed Bethune (en) (R) : 42,7 %                                                                    |
| Caroline du Nord     |          | Jesse Helms            | R       | 1972    | Candidat     |          | Jesse Helms            | R     | Jesse Helms (R) : 51,7 % Jim Hunt (D) : 47,8 %                                                                           |
| Caroline du Sud      |          | Strom Thurmond         | R       | 1956    | Candidat     |          | Strom Thurmond         | R     | Strom Thurmond (R) : 66,8 % Melvin Purvis (D) : 31,8 %                                                                   |
| Colorado             |          | William L. Armstrong   | R       | 1978    | Candidat     |          | William L. Armstrong   | R     | William L. Armstrong (R) : 64,2 % Nancy Dick (D) : 34,6 %                                                                |
| Dakota du Sud        |          | Larry Pressler         | R       | 1978    | Candidat     |          | Larry Pressler         | R     | Larry Pressler (R) : 74,5 % George V. Cunningham (D) : 25,5 %                                                            |
| Delaware             |          | Joe Biden              | D       | 1972    | Candidat     |          | Joe Biden              | D     | Joe Biden (D) : 60,1 % John Burris (R) : 39,9 %                                                                          |
| Géorgie              |          | Sam Nunn               | D       | 1972    | Candidat     |          | Sam Nunn               | D     | Sam Nunn (D) : 79,9 % Mike Hicks (R) : 20,1 %                                                                            |
| Idaho                |          | James A. McClure       | R       | 1972    | Candidat     |          | James A. McClure       | R     | James A. McClure (R) : 72,2 % Peter M. Busch (D) : 26,0 %                                                                |
| Illinois             |          | Charles Percy          | R       | 1966    | Candidat     |          | Paul Simon             | D     | Paul Simon (D) : 50,1 % Charles Percy (R) : 48,2 %                                                                       |
| Iowa                 |          | Roger Jepsen           | R       | 1978    | Candidat     |          | Tom Harkin             | D     | Tom Harkin (D) : 55,5 % Roger Jepsen (R) : 43,7 %                                                                        |
| Kansas               |          | Nancy Landon Kassebaum | R       | 1978    | Candidate    |          | Nancy Landon Kassebaum | R     | Nancy Landon Kassebaum (R) : 76,0 % James R. Maher (D) : 21,1 %                                                          |
| Kentucky             |          | Walter Huddleston      | D       | 1972    | Candidat     |          | Mitch McConnell        | R     | Mitch McConnell (R) : 49,9 % Walter Huddleston (D) : 49,5 %                                                              |
| Louisiane            |          | J. Bennett Johnston    | D       | 1972    | Candidat     |          | J. Bennett Johnston    | D     | Résultats de la primaire : J. Bennett Johnston (D) : 85,7 % Robert M. Ross (R) : 8,9 % Larry Napoleon Cooper (R) : 5,4 % |
| Maine                |          | William Cohen          | R       | 1978    | Candidat     |          | William Cohen          | R     | William Cohen (R) : 73,3 % Elizabeth H. Mitchell (D) : 25,9 %                                                            |
| Massachusetts        |          | Paul Tsongas           | D       | 1978    | Non candidat |          | John Kerry             | D     | John Kerry (D) : 55,1 % Raymond Shamie (R) : 44,9 %                                                                      |
| Michigan             |          | Carl Levin             | D       | 1978    | Candidat     |          | Carl Levin             | D     | Carl Levin (D) : 51,8 % Jack Lousma (R) : 47,2 %                                                                         |
| Minnesota            |          | Rudy Boschwitz         | R       | 1978    | Candidat     |          | Rudy Boschwitz         | R     | Rudy Boschwitz (RI) : 58,1 % Joan Anderson Growe (DFL) : 41,3 %                                                          |
| Mississippi          |          | Thad Cochran           | R       | 1978    | Candidat     |          | Thad Cochran           | R     | Thad Cochran (R) : 60,9 % William Winter (en) (D) : 39,1 %                                                               |
| Montana              |          | Max Baucus             | D       | 1978    | Candidat     |          | Max Baucus             | D     | Max Baucus (D) : 56,9 % Chuck Cozzens (R) : 40,7 %                                                                       |
| Nebraska             |          | J. James Exon          | D       | 1978    | Candidat     |          | J. James Exon          | D     | J. James Exon (D) : 51,9 % Nancy Hoch (R) : 48,0 %                                                                       |
| New Hampshire        |          | Gordon J. Humphrey     | R       | 1978    | Candidat     |          | Gordon J. Humphrey     | R     | Gordon J. Humphrey (R) : 58,7 % Norman D'Amours (D) : 41,0 %                                                             |
| New Jersey           |          | Bill Bradley           | D       | 1978    | Candidat     |          | Bill Bradley           | D     | Bill Bradley (D) : 64,2 % Mary V. Mochary (R) : 34,9 %                                                                   |
| Nouveau-Mexique      |          | Pete Domenici          | R       | 1972    | Candidat     |          | Pete Domenici          | R     | Pete Domenici (R) : 71,9 % Judith A. Pratt (D) : 28,1 %                                                                  |
| Oklahoma             |          | David Boren            | D       | 1978    | Candidat     |          | David Boren            | D     | David L. Boren (D) : 75,6 % Will E. Crozier (R) : 23,4 %                                                                 |
| Oregon               |          | Mark Hatfield          | R       | 1966    | Candidat     |          | Mark Hatfield          | R     | Mark Hatfield (R) : 66,5 % Margie Hendriksen (D) : 33,4 %                                                                |
| Rhode Island         |          | Claiborne Pell         | D       | 1960    | Candidat     |          | Claiborne Pell         | D     | Claiborne Pell (D) : 72,6 % Barbara M. Leonard (R) : 27,4 %                                                              |
| Tennessee            |          | Howard Baker           | R       | 1966    | Non candidat |          | Al Gore                | D     | Al Gore (D) : 60,7 % Victor Ashe (R) : 33,8 %                                                                            |
| Texas                |          | John Tower             | R       | 1961    | Non candidat |          | Phil Gramm             | R     | Phil Gramm (R) : 58,6 % Lloyd Doggett (D) : 41,4 %                                                                       |
| Virginie             |          | John Warner            | R       | 1978    | Candidat     |          | John Warner            | R     | John Warner (R) : 70,0 % Edythe C. Harrison (D) : 29,9 %                                                                 |
| Virginie-Occidentale |          | Jennings Randolph      | D       | 1958    | Non candidat |          | Jay Rockefeller        | D     | Jay Rockefeller (D) : 51,8 % John Raese (R) : 47,7 %                                                                     |
| Wyoming              |          | Alan K. Simpson        | R       | 1978    | Candidat     |          | Alan K. Simpson        | R     | Alan K. Simpson (R) : 78,3 % Victor A. Ryan (D) : 21,7 %                                                                 |